# Honkbal op de Olympische Zomerspelen 1996
Honkbal is een van de sporten die beoefend werden tijdens de Olympische Zomerspelen 1996 in Atlanta. De sport werd alleen door mannen beoefend op de Olympische Spelen. De acht deelnemende landen streden eerst een halve competitie tegen elkaar, waarbij ieder land eenmaal tegen elk ander land speelt. De beste vier landen kwalificeerden zich voor de halve finales.

## Heren

### Groepsfase

#### Uitslagen
| datum   | tijd  | land             | score   | land             |
| ------- | ----- | ---------------- | ------- | ---------------- |
| 20 juli | 10:00 | Verenigde Staten | 4 - 1   | Nicaragua        |
| 20 juli | 15:00 | Cuba             | 19 - 8  | Australië        |
| 20 juli | 20:00 | Japan            | 12 - 2  | Nederland        |
| 21 juli | 15:00 | Zuid-Korea       | 1 - 2   | Italië           |
| 21 juli | 20:00 | Japan            | 7 - 8   | Cuba             |
| 22 juli | 10:00 | Nederland        | 16 - 6  | Australië        |
| 22 juli | 15:00 | Italië           | 2 - 7   | Nicaragua        |
| 22 juli | 20:00 | Zuid-Korea       | 2 - 7   | Verenigde Staten |
| 23 juli | 10:00 | Nederland        | 2 - 18  | Cuba             |
| 23 juli | 15:00 | Nicaragua        | 8 - 3   | Zuid-Korea       |
| 23 juli | 20:00 | Australië        | 9 - 6   | Japan            |
| 24 juli | 15:00 | Verenigde Staten | 15 - 3  | Italië           |
| 24 juli | 20:00 | Cuba             | 14 - 11 | Zuid-Korea       |
| 25 juli | 10:00 | Nicaragua        | 5 - 0   | Nederland        |
| 25 juli | 15:00 | Italië           | 12 - 8  | Australië        |
| 25 juli | 20:00 | Verenigde Staten | 15 - 5  | Japan            |
| 27 juli | 10:00 | Japan            | 13 - 6  | Nicaragua        |
| 27 juli | 15:00 | Italië           | 6 - 20  | Cuba             |
| 27 juli | 20:00 | Australië        | 5 - 15  | Verenigde Staten |
| 28 juli | 10:00 | Nederland        | 3 - 11  | Zuid-Korea       |
| 28 juli | 15:00 | Cuba             | 10 - 8  | Verenigde Staten |
| 28 juli | 20:00 | Australië        | 0 - 10  | Nicaragua        |
| 29 juli | 10:00 | Nederland        | 8 - 7   | Italië           |
| 29 juli | 15:00 | Nicaragua        | 7 - 8   | Cuba             |
| 29 juli | 20:00 | Zuid-Korea       | 4 - 14  | Japan            |
| 30 juli | 10:00 | Verenigde Staten | 17 - 1  | Nederland        |
| 30 juli | 15:00 | Italië           | 1 - 12  | Japan            |
| 30 juli | 20:00 | Australië        | 11 - 8  | Zuid-Korea       |

#### Eindstand
|   | land             | Gs: | W: | V: | RF: | RA: | Ptn: | Gb: |
| - | ---------------- | --- | -- | -- | --- | --- | ---- | --- |
| 1 | Cuba             | 7   | 7  | 0  | 97  | 49  | 1000 | -   |
| 2 | Verenigde Staten | 7   | 6  | 1  | 81  | 27  | .857 | 1   |
| 3 | Japan            | 7   | 4  | 3  | 69  | 45  | .571 | 3   |
| 4 | Nicaragua        | 7   | 4  | 3  | 44  | 30  | .571 | 3   |
| 5 | Nederland        | 7   | 2  | 5  | 32  | 76  | .286 | 5   |
| 6 | Italië           | 7   | 2  | 5  | 33  | 71  | .286 | 5   |
| 7 | Australië        | 7   | 2  | 5  | 47  | 86  | .286 | 5   |
| 8 | Zuid-Korea       | 7   | 1  | 6  | 40  | 59  | .143 | 6   |

### Halve Finales
| datum      | tijd  | land      | score  | land             |
| ---------- | ----- | --------- | ------ | ---------------- |
| 1 augustus | 14:00 | Nicaragua | 1 - 8  | Cuba             |
| 1 augustus | 19:00 | Japan     | 11 - 2 | Verenigde Staten |

### Bronzen Finale
| datum      | tijd  | land             | score  | land      |
| ---------- | ----- | ---------------- | ------ | --------- |
| 2 augustus | 14:00 | Verenigde Staten | 10 - 3 | Nicaragua |

### Finale
| datum      | tijd  | land  | score  | land |
| ---------- | ----- | ----- | ------ | ---- |
| 2 augustus | 19:00 | Japan | 9 - 13 | Cuba |

### Eindrangschikking
| rang   | land | sporter(s) |
| ------ | ---- | --- |
| Goud   | CUB  | Luis Ulacia Alvarez, Omar Linares Izquierdo, Orestes Kindelán Olivares, Alberto Hernández Pérez, Antonio Pacheco Massó, Juan Padilla Alfonso, Juan Manrqiue, Antonio Scull, Lazaro Vargas Alvarez, Miguel Caldes, Eduardo Paret, José Antonio Estrada González, Rey Isaac, Pedro Luis Lazo, Eliecer Montes de Oca, José Ariel Contreras, Omar Luis, Omar Ajete, Osmany Romero, Jorge Fumero |
| Zilver | JPN  | Kosuke Fukudome, Yoshitomo Tani, Hitoshi Ono, Masahiro Nojima, Hideaki Okubo, Jutaro Kimura, Yasuyuki Saigo, Takayuki Takabayashi, Takeo Kawamura, Takao Kuwamoto, Daishin Nakamura, Koichi Misawa, Tomoaki Sato, Masanori Sugiura, Makoto Imaoka, Nobuhiko Matsunaka, Takashi Kurosu, Tadahito Iguchi, Masao Morinaka, Masahiko Mori                                                       |
| Brons  | USA  | Seth Greisinger, Chad Allen, Andrew Jay Hinch, Robert Allen Dickey, Kris Benson, Troy Glaus, Jason Williams, Kip Harkrider, Jacque Jones, Billy Koch, Mark Kotsay, Mall LeCroy, Travis Lee, Braden Looper, Brian Lloyd, Warren Morris, Augie Ojeda, Jim Parque, Jeff Weaver, Chad Green |
| 4      | NCA  | |
| 5      | NED  | André van Maris |
| 6      | ITA  | |
| 7      | AUS  | |
| 8      | KOR  | |

Stockholm 1912* · 
Berlijn 1936* · 
Helsinki 1952* · 
Melbourne 1956* · 
Tokio 1964* · 
Los Angeles 1984* · 
Seoel 1988* · 
Barcelona 1992 · 
Atlanta 1996 · 
Sydney 2000 · 
Athene 2004 · 
Peking 2008 · 
Tokio 2020 · 
Los Angeles 2028 
Medaillewinnaars
* Demonstratiesport
Atletiek · Badminton · Basketbal · Boksen · Boogschieten · Gewichtheffen · Gymnastiek · Handbal · Hockey · Honkbal · Judo · Kanovaren · Moderne vijfkamp · Paardensport · Roeien · Schermen · Schietsport · Schoonspringen · Softbal · Synchroonzwemmen · Tafeltennis · Tennis · Voetbal · Volleybal · Waterpolo · Wielersport · Worstelen · Zeilen · Zwemmen